# Блеквотер-Медов 11
Блеквотер-Медов 11 (англ. Blackwater Meadow 11) — індіанська резервація в Канаді, у провінції Британська Колумбія, у межах регіонального округу Карібу.

## Населення
За даними перепису 2016 року, індіанська резервація не ма постійного населення.

## Клімат
Середня річна температура становить 2,5°C, середня максимальна – 17,6°C, а середня мінімальна – -15,7°C. Середня річна кількість опадів – 505 мм.
| Клімат поселення                              | Клімат поселення | Клімат поселення | Клімат поселення | Клімат поселення | Клімат поселення | Клімат поселення | Клімат поселення | Клімат поселення | Клімат поселення | Клімат поселення | Клімат поселення | Клімат поселення | Клімат поселення |
| Показник                                      | Січ.             | Лют.             | Бер.             | Квіт.            | Трав.            | Черв.            | Лип.             | Серп.            | Вер.             | Жовт.            | Лист.            | Груд.            |                  |
| Середній максимум, °C                         | −1,31            | 0,98             | 5,34             | 9,78             | 14,03            | 17,64            | 16,93            | 16,76            | 12,93            | 7,58             | 0,83             | −3,69            |                  |
| Середня температура, °C                       | −8,5             | −6,22            | −1,87            | 2,58             | 6,85             | 10,46            | 12,82            | 12,66            | 8,82             | 3,48             | −3,27            | −7,78            |                  |
| Середній мінімум, °C                          | −15,68           | −13,4            | −9,05            | −4,59            | −0,34            | 3,26             | 8,71             | 8,55             | 4,71             | −0,63            | −7,37            | −11,88           |                  |
| Норма опадів, мм                              | 51               | 31               | 26               | 22               | 35               | 47               | 45               | 38               | 38               | 55               | 64               | 53               |                  |
| Середньомісячна швидкість вітру, м/с          | 1.72             | 1.80             | 2.00             | 2.20             | 2.24             | 2.30             | 2.20             | 2.00             | 1.86             | 1.90             | 1.90             | 1.68             |                  |
| Середньомісячна сонячна радіація, кДж/м²·день | 2607             | 5232             | 9779             | 14540            | 18107            | 19599            | 19576            | 16600            | 11456            | 6162             | 3029             | 1944             |                  |
| --------------------------------------------- | ---------------- | ---------------- | ---------------- | ---------------- | ---------------- | ---------------- | ---------------- | ---------------- | ---------------- | ---------------- | ---------------- | ---------------- | ---------------- |
| Джерело:                                      |                  |                  |                  |                  |                  |                  |                  |                  |                  |                  |                  |                  |                  |